# Martin Monestier
Pour les articles homonymes, voir Monestier.
Martin Monestier, né le 25 avril 1942 à Marseille et mort le 23 juin 2021 à Bassussarry,, est un écrivain et journaliste français. Il a également été critique littéraire dans l'émission Ça balance à Paris sur Paris Première.

## Œuvre
L'œuvre de Martin Monestier est constituée de livres encyclopédiques centrés sur des sujets insolites ou tabous tels les faits divers, les poils, les seins, les excréments, le cannibalisme humain, les enfants assassins, les enfants esclaves, les mouches, les nains, les animaux-soldats, le suicide, la peine de mort, les duels, le papier monnaie ou encore les tueurs à gages, et de biographies.
En 2016 il publie l'essai Immersion en misogynie: filles, femmes, femelles et autres créatures disséquées à travers la réflexion et les faits divers.

### Essais
- Le Suicide, Paris, éditions J.-C. Simoën, 1976.
- Des hommes différents. Les nains, Paris, éditions J.-C. Simöen, 1977.
- Ils ont décidé de mourir ensemble. Histoire du suicide collectif, des premiers chrétiens à Guyana, Paris, éditions Encre, 1979.
- Enfin. Quelques associations de base pour l'assainissement et le durcissement d'une société molle et corrompue, avec Siné, Paris, éditions Encre, 1979.
- Les Monstres. Le Fabuleux univers des « oubliés de Dieu », Paris, éditions du Pont Neuf, 1981.
- Dis moi quel est ton parfum ?, avec Danièle Bott, Paris, éditions du Pont Neuf, 1981.
- L'Art du papier monnaie, Paris, éditions du Pont Neuf, 1982.
- Tueurs à gage, Paris, éditions Hachette, 1982.
- Petit guide de poche des casinos, Paris, éditions Sand, 1987.
- Annuaire international des œuvres et objets d'art volés, Paris, éditions IRDIMA, 1991.
- Duels. Les combats singuliers des origines à nos jours, Paris, éditions Sand, 1991.
- Le Trompe-l'œil contemporain. Les maîtres du réalisme, Paris, éditions Mengès, 1993.
- Peines de mort. Histoire et techniques des exécutions capitales, des origines à nos jours, Paris, Le Cherche midi, 1994.
- Suicides. Histoire, techniques et bizarreries de la mort volontaire des origines à nos jours, Paris, Le Cherche midi, 1995.
- Les Animaux-soldats. Histoire militaire des animaux des origines à nos jours, Paris, Le Cherche midi, 1996.
- L'Art du collage, Paris, éditions Dessain et Tolra, 1996.
- Histoire et bizarreries sociales des excréments des origines à nos jours, Paris, Le Cherche midi, 1997.
- Les Enfants esclaves. L'enfer quotidien de 300 millions d'enfants, Paris, Le Cherche midi, 1998.
- Les Mouches, le pire ennemi de l'homme, Paris, Le Cherche midi, 1999.
- Cannibales. Histoire et bizarreries de l'anthropophagie hier et aujourd'hui, Paris, Le Cherche midi, 2000.
- Les Seins. Encyclopédie historique et bizarre des gorges, mamelles, poitrines, pis et autres tétons, des origines à nos jours, Paris, Le Cherche midi, 2001.
- Les Poils. Histoire et bizarreries des cheveux, des toisons, des coiffeurs, des moustaches, des barbes, des chauves, des rasés, des albinos, des hirsutes, des velus et autres poilants trichosés, Paris, Le Cherche midi, 2002.
- Faits divers. Encyclopédie contemporaine cocasse et insolite, Paris, Le Cherche midi, 2004.
- Le Crachat. Beautés, techniques et bizarreries des mollards, glaviots et autres gluaux, Paris, Le Cherche midi, 2005.
- Les Enfants assassins. Des tueurs de 5 à 15 ans, Paris, Le Cherche midi, 2006.
- Les Monstres. Histoire encyclopédique des phénomènes humains, Paris, Le Cherche midi, 2007.
- Les Animaux célèbres. Histoire encyclopédique insolite et bizarre, des origines à nos jours, Paris, Le Cherche Midi, 2008.
- Pouvoirs cachés & langages secrets des fleurs, avec Kriwalsky-Stromboni, Paris, Le Cherche midi, 2009.
- Les Envahisseurs invisibles. Les ennemis intimes de l'homme, Paris, éditions Place des Victoires, 2009.
- Les Gueules cassées, Paris, Le Cherche midi, 2009.
- Malfaisances et incongruités de l'espèce humaine. Encyclopédie, Paris, Le Cherche midi, 2013.
- Immersion en misogynie. Filles, femmes, femelles et autres créatures disséquées à travers la réflexion et le fait divers, Paris, Le Cherche midi, 2016.

### Biographies
- Jacques Brel : le livre du souvenir, Paris, éditions Tchou, 1979.
- Enrico Macias, Paris, éditions Encre, 1980.
- Brassens : le livre du souvenir, avec Pierre Barlatier, Paris, éditions Sand et Tchou, 1982.
- Maria Callas : le livre du souvenir, Paris, éditions Sand, 1985.
- La Callas. De l'enfer à l'Olympe, passions et scandales d'un destin grandiose, Paris, Le Cherche midi, 2002.

### Photographies
- Les Halles. La Fin de la fête, avec René Fallet, Paris, Duculot, 1977.
- Les Secrets de Garcimore, avec José Garcimore, Paris, Gallimard, 1978.